# Brachydiplacinae
Brachydiplacinae bezeichnet eine Unterfamilie der Segellibellen (Libellulidae) innerhalb der Libellen. Sie beinhaltet 25 Gattungen und wurde 1940 durch Tillyard und Fraser eingerichtet. Die Zuordnung der 25 Gattungen zur Unterfamilie ist teilweise umstritten. So geht Allen Davies davon aus, dass viele der Gattungen ohne Verbindung sind. Ihre Verbreitung erstreckt sich über Afrika, das östliche Asien, Australien sowie Amerika.

## Merkmale
Die Arten der Unterfamilie Brachydiplacinae sind meist von sehr kleiner bis mittlerer Größe. Die Flügeladerung ist bei Vertretern dieser Unterfamilie sehr ursprünglich. Nur der Arculus ist zwischen den Antenodaladern 1 und 2 und das Flügeldreieck im Hinterflügel ist distal zum Arculus angeordnet. Und auch eine kleine Analschleife findet sich im Flügel.

## Systematik
Neben der namensgebenden Typgattung der Brachydiplax beinhalten die Brachydiplacinae Vertreter weiterer 25 Gattungen.
- Anatya
- Anectothemis
- Argyrothemis
- Brachydiplax
- Brachygonia
- Chalcostephia
- Chalybeothemis
- Congothemis
- Edonis
- Eleuthemis
- Elga
- Fylgia
- Hemistigma
- Micrathyria
- Nannophya
- Nannophyopsis
- Nannothemis
- Nephepeltia
- Oligoclada
- Porpacithemis
- Porpax
- Raphismia
- Thermochoria
- Tyriobapta
- Uracis